# 邏輯炸彈
邏輯炸彈（logic bomb）是一些嵌入在正常軟體中並在特定情況下執行的惡意程式碼。這些特定情況包括更改檔案、特別的程式輸入序列、特定的時間或日期等。惡意程式碼可能會將檔案刪除、使電腦主機當機或是造成其他的損害。邏輯炸彈這個名稱正是因其發作時的惡意行為而來。